# Hobbs (Nouveau-Mexique)
Pour les articles homonymes, voir Hobbs.
Hobbs est une ville dans le comté de Lea au Nouveau-Mexique, aux États-Unis. Sa population était de 43 405 en 2011.

## Géographie
D'après le recensement américain United States Census Bureau, la ville a une superficie de 18,9 milles carrés (48,95 km2).

## Démographie
Depuis 2011, il y a 43 405 personnes, 10 040 de foyers, et 7 369 familles qui résident dans la ville. La densité de la population était de 1 514,0 personnes par mile carré (584,5 hab./km2). Il y avait 11 968 unités familiales pour une moyenne de 632,3 par mile carré (244,1 hab./km2). La répartition ethnique était de 63,52 % de Blancs, 6,79 % de Noirs, 1,07 % d'Amérindiens, 0,43 % d'Asiatiques, 0,04 % des îles du Pacifique, 24,42 % d'autres ethnies, et 3,73 % de métis. 42,18 % sont hispaniques.

## Points d'intérêts
Hobbs a le bureau chef de Soaring Society of America. Hobbs a aussi les courses de chevaux et le Casino de l'Or Noir.

## Climat
Hobbs, comme beaucoup d'endroits dans l'est du Nouveau Mexique a un climat semi-aride. La ville a des étés chauds et des hivers plutôt froids.

## Personnes notables
- Jeffery Taylor: joueur pour les Bobcats de Charlotte.

## Éducation
- University of the Southwest (en)[2]
- Collège du Nouveau Mexique[3]
- École secondaire de Hobbs[4]